# SN 1995ak
SN 1995ak – supernowa typu Ia odkryta 31 października 1995 roku w galaktyce IC1844. Jej maksymalna jasność wynosiła 16,23m.